# The White Door
The White Door (с англ. — «Белая дверь») — это инди-головоломка и графическая приключенческая игра, разработанная независимой голландской студией Rusty Lake, известной также за выпуск игр серии Rusty Lake и Cube Escape. Сюжетное повествование ведётся от имени Роберта Хилла, помещённого в психиатрическую больницу, который должен придерживаться распорядка дня и бороться со внутренними демонами. Как и предыдущие игры от студии, The White Door предлагает игру с мистической атмосферой и неожиданными сюжетными поворотами, хотя в самой игре заметен отход от фирменного художественного стиля Rusty Lake. При этом пользователи в целом оценили игру.

## Игровой процесс
Игра представляет собой графическую игру и головоломку, где игрок управляет мужским персонажем по имени Роберт Хилл. Он может перемещаться и взаимодействовать с предметами. В игре также имеются мини-головоломки, которые необходимо решать, чтобы дальше продвигаться в развитии сюжета. Во сне Роберт видит видео-вставки в виде воспоминаний. Игрок должен поддерживать простые действия (например протянуть руку, или отвести взгляд), чтобы наблюдать за следующими воспоминаниями героя.
Действие происходит в 1972 году, Роберт Хилл страдает от амнезии и помещён в психиатрическую больницу и должен придерживаться дневного распорядка — вставать, подмываться, завтракать, упражняться у компьютера, ужинать, практиковать отдых и ложится спать. В начале всё идёт обыденно, однако ночью Роберт видит сны, где он когда то работал и встречался с девушкой, но девушка бросила его, а с работы уволили, вскоре Хилл узнал, что девушку жестоко убили, а сам герой судя по всему прострелил себе голову, или же добровольно обратился в больницу, или же насильно был туда помещён после жалобы работодателя. Со временем Роберт узнаёт, что он является ценным объектом эксперимента, а его воспоминания судя по всему не настоящие. Роберт должен искать скрытые подсказки, чтобы узнать правду и выбраться на свободу.

## Создание и выход
The White Door была создана независимой голландский студией Rusty Lake, которая до этого выпустили ещё 13 других игр на мобильные платформы, со схожим игровым процессом и художественным стилем. Создатели заметили, что их игровая аудитория продолжала неуклонно расти и поэтому команда приняла решение выпустить игру с отходом от фирменного стиля Rusty Lake, предлагая игровой процесс в чёрно-белых тонах и сосредоточении на личной истории героя. Учитывая, что The White Door также должна была стать самой повествовательной игрой из всех созданных раннее. При этом команда заручилась помощью от сторонних лиц на безвозмездной основе. Например музыкальное сопровождение создал Виктор Буцелаар, чьим саундтреком создатели также вдохновлялись, работая над сюжетной линией. Главного героя озвучивал Боб Рафферти, также в игре встречаются голоса таких актёров, как Сара Хилл, Айрис Мюллер, Дэвид Боулз и другие. Выход игры состоялся 9 января 2020 года на персональные компьютеры и мобильные устройства.

## Критика
| Сводный рейтинг    | Сводный рейтинг |
| Агрегатор          | Оценка          |
| ------------------ | --------------- |
| Metacritic         | 77/100          |
| Иноязычные издания |                 |
| Издание            | Оценка          |
| Buried Treasure    | 87 %            |
| 148Apps            | [ 10 ]          |
| Metro GameCentral  | 8/10            |
| PC Gamer           | 77/100          |
| Malditos Nerds     | 7,5             |

Критики в целом оставили положительные отзывы об игре, обзоры имели сравнительный характер с предыдущими играми от студии Rusty Lake. Например критик сайта Buried Treasure заметил, что играя в игру от Rusty Lake — это «принять принципы мечты, нереальный мир, наполненный внутренней нелогичностью, мародерствующим чувством беспокойства и ощущением, что если рано или поздно начать его понимать, что вы столкнётесь с большими неприятностями». Рецензент также заметил, что The White Door — это блестяще изобретательная, тревожащая приключенческая головоломка, всё глубже проникающая мифы Расти Лейк, работающая независимо от всего, что было раньше. Нарисованный простыми линиями мир выглядит очень эстетично, а сама игра может также быть ознакомительной для игрока, заинтересовавшегося творчеством студии.
Критик сайта PC Games комментируя художественное оформление в The White Door заметил, что «один из самых глубоких эффектов монохромной палитры — заставить вас заметить то, чего там нет. Принято в негласное правило, что чёрно-белый мир демонстрирует не только визуальные, но и реальные лишения. Мы склонны рассматривать монохромные игровые миры как стилистическое воплощение горя, потери, депрессии и других причин которые действительно могут испортить ваше воскресенье. Это, безусловно, верно для „The White Door“ от Rusty Lake, но в этом путешествии ты буквально задаёшь вопрос, а не в переносном смысле: чего не хватает?». По мере прохождения, The White Door всё больше становится похожей на традиционную игру-головоломку, в которой для прохождения требуется справляться с логическими вызовами и распознавать образы, однако искажающий реальность тон игры заставляет игрока до конца сомневаться в правилах. Иногда это хорошо, так как значит, что «вы не задаётесь вопросом, почему выполнение задачи Х приводит к результаты Y, вы просто погружаетесь в процесс». Тем не менее это и существенный недостаток игры, так как головоломки порой слишком абстрактны, что может ввести игрока в замешательство. Критик подытожил, что на фоне роста популярности игр о психических расстройствах, The White Door скорее демонстрирует погружение человека в депрессию и ситуацию, когда «хуже уже быть не может».
Критик российского интернет-ресурса DTF заметил, что в The White Door однозначно прослеживается фирменный стиль студии Rusty Lake, одновременно игра получилась самобытной, относительно понятной и доступной. В данной игре, как и её предшественницах очевидно заметно влияние мистического сериала «Твин Пикс». Окружающий мир, несмотря на свою простоту в стиле комиксового наброска наполнен мельчайшими деталями, с которыми можно взаимодействовать. Критик подытожил, что несмотря на безысходную атмосферу, The White Door получилась наиболее человечной из всей серии, однако из-за акцента на нарративе, в игре стало меньше сложных головоломок.